# エナ (シンガーソングライター)
エナ（えな）は日本の女性シンガーソングライター。前の活動名は「riry＊mona」（リリーモナ）である。

## 人物
うお座 O型、3月16日生まれ。エナは本名。北海道中標津町生まれ、同町育ち。中標津高校卒業。
高校在学中、卒業後に服飾の勉強をするため上京を模索、アルバイトをしていたセブンイレブン中標津緑町店にて正社員となり、一年間で上京資金を貯金した。
そして上京、文化服装学院に入学。
複数の職種を経て2013年にそれらを全て辞め、表現者としての道「シンガーソングライター」として活動を始める。
活動内容は作詞作曲した自作曲をライブハウス等で披露する事である。
様々な対バンライブ、サーキットイベント、フェス、学園祭、自主企画、時にワンマンライブで活動する。
音楽事務所などには所属せずフリーランスでの活動となる。

## 来歴
- 2013年5月26日、活動名を「riry＊mona」（リリーモナ）として、本格的な音楽活動に入る。

- 2013年12月7日、初めての自主企画ライブ「霧の月。森が妖精にささやいた ～vol.1 出会い～」を開催。

- 2014年12月14日、初めての女性限定ライブ「Girl’s Talk ～Neat's × NakamuraEmi ～ "女性限定"」に参加。

- 2015年7月22日、初めてのCD音源「サヨナラ、またね」をリリース。

- 2016年4月2日、初めてのラジオ番組「えーなのどあめ」が故郷・中標津のFMはな（FMなかしべつ放送）にて放送開始。

- 2016年5月26日、初めてのワンマンライブ「透明セカイ -Third year of today-」を開催。活動3周年記念であるこのライブにて以降の活動名を本名の「エナ」に改名すると発表。

- 2016年9月16日、京都造形芸術大学外苑キャンパスで行われた「TOKYO ART BOOK FAIR」にて発売された、写真家・田口沙織によるzine「明暗 幻/夢」のモデルとして起用される。[1]

- 2016年11月6日、初めての中標津での地元凱旋ライブを開催。（実際はワンマンライブだが本人はワンマンライブの回数としては数えていない。）

- 2016年11月7日、母校の中標津高校でライブ・講演を行う。[2][3][4]

- 2017年4月29日、渋谷で開催される女性アーティスト限定のサーキットフェス「HUG ROCK FESTIVAL」へ初参加。

- 2017年9月5日、初めてのライブCD音源「エナライブ1」をリリース。[5]

- 2017年9月23日、札幌での対バンライブに初参加。

- 2017年12月2日、2回目のワンマンライブ「résumé」（レジュメ）を開催、同日ライブCD音源「エナライブ2」をリリース。[6]

- 2018年1月31日、instagramにて写真家・田口沙織とのコラボレーション企画の写真連載を開始。毎月最終日の掲載となる。[7]

- 2018年3月10日、3回目のワンマンライブ「ringing stars」を開催、同日2枚目のCD音源「Cry」をリリース。[8]

- 2018年5月26日、4回目のワンマンライブ「Mayflower」を開催。活動5周年記念ライブとなる。

- 2018年6月3日、2回目の中標津での地元ライブを行う。

- 2018年10月27日、5回目のワンマンライブ「Safari」を開催。

- 2018年11月17日、6回目のワンマンライブ「I love  youの伝え方」を開催。

- 2018年12月31日、初の年越しカウントダウンライブ「やりたい放題年末スペシャル」へ当日になって急きょ飛び入り参加。

- 2019年3月16日、初のミュージックビデオをYouTubeにて公開、楽曲は「片目に涙」。[9]

- 2019年5月19日、初の学園祭、芝浦工業大学大宮キャンパス「第23回大宮祭」へ出演。

- 2019年5月27日、初のウェブサイトでのコラム「笑顔のつくりかた」連載が開始、「YUMECO RECORDS」にて毎月一回更新予定。[10]

- 2019年6月2日、故郷の中標津町初の音楽フェスティバル「中標津ミュージックフェス」に出演。

- 2019年9月7日、7回目のワンマンライブ「誰も知らない」を開催。

- 2019年10月26日、初のクラウドファンディングに挑戦。目標は「無料ライブを開催しライブPVを制作、さらに事務所・レーベル契約へ」。目標金額は150万円で開始後わずか3日目に達成。最終日の12月2日にはのべ103名の支援者による491万6611円という金額に到達、当初の目標金額の327%に達した。[11]

- 2020年1月12日、2020年3月4日にクラウドファンディング達成の最大のリターンとして開催する無料ワンマンライブ「wonder」へのプロモーションとして1月と2月を「wonder月間」と称し7本のライブへの出演を告知。[12][13]

- 2020年3月3日、夕方になって翌日の無料ワンマンライブ「wonder」を延期することを発表。新型コロナウイルスの感染防止が大きな理由である。ライブ自体は会場に観客を入れない「無観客WEB生配信ライブ」に変更してライブ映像をYouTubeから配信することも合わせて発表。[14][15]

- 2020年3月4日、8回目のワンマンライブ「wonder」は延期。前日の発表通り「無観客のWEB生配信ライブ」として実施。このライブのもう一つの目的であった「ライブPV撮影」も並行して行われた。[16][17]

- 2020年6月26日、コロナ禍によって地元中標津町の飲食店や観光地・ホテル業界などが打撃を受ける状況の中、なかしべつ観光協会による「中標津音楽プロジェクト」にて、中標津町にゆかりのあるアーティスト13名による応援歌「青空を君に」へ作詞と歌唱で参加。代表者は中標津町在住アーティスト「キキミミ」の長尾真樹さん。[18][19][20]

- 2020年8月2日、7月中に完成して支援者に届く予定だったクラウドファンディングのリターンの延期や、コロナ禍で長らくファンとの交流が無かった本人の希望もあり初のインスタライブでの「トーク生配信」を開催。時間を気にせず自身の近況やファンからの質問に丁寧に答え、1時間50分にわたる初の試みは大盛況に終わった。[21][22]

- 2020年8月31日、3枚目のCD音源「WONDER FLOWER」を一般販売に先がけクラウドファンディングリターンとしてダウンロード配信リリース。[23][24]

- 2020年8月31日、3枚目のライブCD音源「“wonder”2020 Ena live streamed show from an empty @shibuya eggman」を一般販売に先がけクラウドファンディングリターンとしてダウンロード配信リリース。[25][26]

- 2020年9月、3枚目のCD音源「WONDER FLOWER」、3枚目のライブCD音源「“wonder”2020 Ena live streamed show from an empty @shibuya eggman」、初のライブBlu-ray映像「“wonder”2020 Ena live streamed show from an empty @shibuya eggman」の3作品をリリース。[27]

- 2020年12月31日、ラジオ番組へのゲスト出演の際に無期限の放送休止中だった自身のラジオ番組「えーなのどあめ」の2021年2月からの復活を発表。[28] [29]

- 2021年2月6日、無期限の休止中だった地元中標津町のローカルFM局であるFMはなでの自身の番組「えーなのどあめ」が3年4か月ぶりに再開。

- 2021年6月5日、プラットフォーム「note」にて自身のページを公開。[30]

- 2021年8月28日、プラットフォーム「TikTok」にて自身のページを公開。[31]

- 2021年9月26日、2回目の配信ワンマンライブ「雨の正体」を開催。生配信ではなく事前収録の上で編集された映像を配信するカタチとなった。そのため配信時にはエナ本人もチャットに登場するかつてない珍しい事態となった。[32]

- 2021年12月2日、2年越しのクラウドファンディング限定ミニライブの開催を参加者向けにメールにて告知。

- 2021年12月18日、2年ぶりの一般向け有観客ワンマンライブの開催をTwitterにて告知。[33]

- 2021年12月30日、2回目のインスタライブでの「トーク生配信」を開催。ひと月ほど前に東京から地元である中標津へ引っ越して1年ほど拠点を中標津に移すことを発表。[34]

- 2022年1月10日、3回目の「トーク生配信」をツイキャスにて開催。初めてのツイキャスに戸惑いながらも視聴者の助けもあって1時間半の配信は大盛り上がりであっという間に終わった。[35]

- 2022年2月5日、2月6日に開催を予定していたクラファン特典ライブを5月15日（日）に延期するとツイッターにて発表。なお参加者には事前にクラファンサイト経由にて発表があった。[36]

- 2022年2月19日、2年ぶりに開催を予定していた有観客ワンマンライブを5月20日（金）に延期するとツイッターにて発表。[37]

- 2022年5月15日、クラウドファンディング支援者限定のライブ「WONDER FLOWER」を開催。当日限定の物販として2016年の3周年記念ワンマンライブで展示された写真家・田口沙織の写真を限定8枚販売。

- 2022年5月20日、一般向けとしては2年ぶりの有観客ライブ「Summer Snow」を開催。初のホールワンマンライブとなった。

- 2022年5月22日、この日のツイキャス生配信にて6月いっぱいでラジオ番組「えーなのどあめ」の終了を発表。

- 2022年7月24日、体調不良のため病院で検査を受けたところ新型コロナウイルス陽性であることが判明。8月4日に予定されていたライブは8月30日に延期となった。[38]

- 2022年9月23日、クラウドファンディングのリターンである中標津旅行が数回の延期を経て二泊三日で実施された。

- 2022年12月16日、2回目のクラウドファンディングに挑戦。目標は「故郷の中標津で春夏秋冬にライブ開催&その地の魅力をお届けする」。目標金額は180万円、期間は2週間。開始後11日目に達成。最終日の12月30日にはのべ68名の支援者による379万1438円という金額に到達、当初の目標金額の210%に達した。[39][40]

- 2023年3月8日、母校の中標津高校で6年ぶりにライブを行う。[41]

- 2023年3月9日、前日の母校での中標津高校でのライブについて北海道釧路新聞に取材された記事が掲載。[42][43]

- 2023年3月27日、NHK総合 ほっとニュース北海道「ぐるっと道東」にて母校での中標津高校でのライブや配信ライブ、音楽活動について放送される。[44][45][46][47]

- 2023年4月7日、音楽活動や星空ライブについてスポーツ報知に取材された記事が掲載。[48][49][50][51]

- 2023年4月23日、地元である中標津と東京の2拠点活動を開始することをSNSにて発表。[52]

- 2023年5月1日、函館市ラジオ局「FMいるか」にて、5月度POWER PUSHアーティストに起用された。。[53]

- 2023年5月10日、以前放送された「ぐるっと道東」の映像がNHK総合全道版 おはよう北海道にて放送される。[54]

- 2023年6月22日、星空ライブについて北海道釧路新聞に取材された記事が掲載。[55][56]

- 2023年6月24日、念願だった星空ライブ「0%」をクラウドファンディングのリターンとして地元・中標津にて開催。

- 2023年7月1日、星空ライブについて北海道釧路新聞に取材された記事が掲載。[57]

- 2023年7月1日、北海道の航空会社AIRDOの機内エンターテインメントサービス「Do Sky On-Demand」オーディオプログラムにてピックアップアーティストとして掲載された。運行する全路線対象で自身の楽曲6曲が取り上げられた。[58][59]

- 2024年2月7日、地元の丸山小学校でライブ・講演を行う。[60][61][62]

- 2025年1月7日、地元である中標津の成人式でライブを行う。[63]

- 2025年4月4日、中標津・網走ライブについてスポーツ報知 北海道版に取材された記事が掲載。[64]

## エピソード
- 空が好き、星空が好き、夕焼けが好き、虹が好き、雲が好き。

- 花が好き。

- 美味しいものを食べるのが大好き。

- 写真を見るのも撮るのも好き。

- 剣道初段の腕前を持つ。

- カフェが好きで、将来カフェを経営したいと思っている。

- 幼少時、両親にその声を「超音波」と言われる。

- 地元（北海道・中標津）をとても大切にしている。

- 「心が動く。」という表現をよく使う。

- 雪女であり雨女。ライブや大切な日に雪や雨になる事がとても多い。

- ライブ中のMCで物販情報や次回以降のライブ告知をするのが苦手。

- いつかステージからダイブしたいと考えている。

- ライブ終演後の物販では一人ひとりに丁寧に対応するためいつまで経っても列が途切れない。

そのため撤収時間になってしまい後方に並んだファンはライブハウススタッフから追い出されることがある。
- 同業のアーティスト・ミュージシャンに「生活感が無い。」とよく言われる。

「家に帰ると白いカプセルで寝るイメージ。」と言われたことがある。
- 2021年から水色のセキセイインコ「イルちゃん」を飼っている。

- 医療機関で頭部のCT・MRIを受けた時に「脳は立派な脳です。」「すごく綺麗な頭の形。」と言われた。

## 作品 CD音源
| リリース日    | タイトル             | 収録曲 / 備考 |
| ------------- | -------------------- | --- |
| 2015年7月22日 | 「サヨナラ、またね」 | 1.サヨナラの音 2.ソーダライト 3.君がいなくなった朝 ・2017年11月28日、TuneCoreにてサブスクリプション音楽配信開始。 ・2019年4月19日、音楽配信サイトEggsにて無料配信開始。 |
| 2018年3月10日 | 「Cry」              | 1.ゆらゆら 2.片目に涙 3.cry 4.星が鳴る道 5.アイイロ ・2018年4月12日、TuneCoreにてサブスクリプション音楽配信開始。 ・2019年4月19日、音楽配信サイトEggsにて無料配信開始。 |
| 2020年9月     | 「WONDER FLOWER」    | 1.メロディ 2.嘘つきララバイ 3.真夜中のファミレス 4.こはく日和 5.誰も知らない 6.1page 7.wonder ・クラウドファンディングのストレッチゴール達成のリターンとして制作。 ・正式なリリース日を設けないため2020年9月を発売月とする。 ・パッケージは紙ジャケット。 ・2020年8月31日、一般販売に先がけて支援者に向けてWAV形式の音源をダウンロード配信。 ・2020年9月13日、公式オンラインストアにて一般販売予約受付開始。 ・2020年9月17日、発送開始。 ・2020年12月24日、TuneCoreにてサブスクリプション音楽配信開始。 |

## 作品 配信音源
| リリース日     | タイトル               | 備考 |
| -------------- | ---------------------- | --- |
| 2023年3月3日   | 「prismatic」          | 1.prismatic ・2023年2月28日、YouTubeにて公開開始。 ・2023年3月3日、音楽配信サイトTune Coreにて1年間限定で配信開始。   |
| 2023年5月29日  | 「ずるいひと」         | 1.ずるいひと ・2023年4月30日、YouTubeにて公開開始。 ・2023年5月29日、音楽配信サイトTune Coreにて1年間限定で配信開始。 |
| 2023年7月3日   | 「リンドウの道」       | 1.リンドウの道 ・2023年7月3日、YouTubeにて公開開始。                                                                  |
| 2023年12月25日 | 「ベイビーハイ」       | 1.ベイビーハイ ・2023年12月25日、YouTubeにて公開開始。 ・2023年12月26日、音楽配信サイトTune Coreにて配信開始。        |
| 2023年12月30日 | 「オレンジ色の夕焼け」 | 1.オレンジ色の夕焼け ・2023年12月30日、YouTubeにて公開開始。                                                          |

## 作品 ライブCD音源
| リリース日    | タイトル             | 収録曲 / 備考 |
| ------------- | -------------------- | --- |
| 2017年9月5日  | 「エナライブ1」      | 1.片目に涙(バラードver.) 2.星が鳴る道 3.サヨナラの音 4.ソーダライト ・2017年6月21日@渋谷eggman「Girl’s UP!!! vol.202」収録 ・ジャケットは表面が4種類、裏面が2種類の計8種類ある。 |
| 2017年12月2日 | 「エナライブ2」      | 1.星が鳴る道(元気バージョン) 2.ゆらゆら 3.シナモンアップルティ 4.君がいなくなった朝 5.アイイロ 6.エナのいいとこどりメドレー (ソーダライト→片目に涙→真夜中のファミレス) ・2017年3月25日@下北沢SEED SHIP「Acoizm」収録 |
| 2020年9月     | 「"wonder" Live CD」 | 1.ゆらゆら 2.メロディ 3.ソーダライト 4.cry 5.こはく日和 6.嘘つきララバイ 7.オレンジ色の夕焼け 8.アイイロ 9.1page 10.君がいなくなった朝 11.星が鳴る道 12.真夜中のファミレス 13.片目に涙 14.サヨナラの音 ・2020年3月4日@渋谷eggman 無観客生配信エナワンマンライブ"wonder"収録 ・クラウドファンディングのリターンとして制作。 ・このライブCD音源ではMCをカットした全14曲が収録。 ・100枚限定生産でクラウドファンディング特典の約40枚も含まれるため一般販売数は約60枚。 ・支援者には「サインと一言メッセージ」が書かれた物が送られた。 ・正式なリリース日を設けないため2020年9月を発売月とする。 ・パッケージは紙ジャケット。 ・2020年8月31日、一般販売に先がけて支援者に向けてWAV形式の音源をダウンロード配信。 ・2020年8月31日、公式オンラインストアにて一般販売予約受付開始。 ・2020年9月17日、発送開始。 |

## 作品 コンピレーションCD音源
| リリース日    | タイトル               | 収録曲 / 備考 |
| ------------- | ---------------------- | --- |
| 2018年3月28日 | 「SONGS」              | 1.おかえり / 加納有沙 2.プラットホーム / 作詞:新井寿光 歌:小山貴彰(ex.TRUNK) 3.restart / エナ 4.新しい風 / 青山亮 5.花びら / maaayo 6.フレンド / タリエ ピアニストはらかなこさんと6人のシンガーによるコラボCD 3曲目「restart」 作曲:はらかなこ 作詞:エナ |
| 2019年3月17日 | 「ふね ～SEED SHIP～」 | 1.ふね / SEEDSHIP STUFF ALLSTARS 下北沢SEED SHIP 8周年記念CD 作曲:はらかなこ 作詞:わか・古賀小由実 うた:イヌイミキ・今泉芹菜・エナ・古賀小由実・坂本タクヤ・Chima・原田智亜美・わか                                                                      |

## 作品 ミュージックビデオ
| リリース日    | タイトル               | 備考 |
| ------------- | ---------------------- | --- |
| 2019年3月16日 | 「片目に涙」           | [ 撮影編集 ] Kazuyuki Kawamata [ 撮影協力 ] 58works ON THE WAY,cafe & bar（2020年1月19日閉店） ・初のミュージックビデオ、誕生日にYouTubeにて公開。 |
| 2024年5月6日  | 「世界でたったひとつ」 | [ 撮影編集 ] 渡辺誠舟 [ 楽曲 ] Sound Produced by エナ ＆ 高橋圭 Words & Music : エナ Arrangement : 高橋圭                                          |

## 作品 ライブ映像
| リリース日 | タイトル                       | 収録曲 / 備考 |
| ---------- | ------------------------------ | --- |
| 2020年9月  | 「"wonder" Live DVD[Blu-ray]」 | 1.＜Start＞ 2.ゆらゆら 3.メロディ 4.ソーダライト 5.＜MC1＞ 6.cry 7.こはく日和 8.嘘つきララバイ 9.＜MC2＞ 10.オレンジ色の夕焼け 11.アイイロ 12.1page 13.君がいなくなった朝 14.＜MC3＞ 15.星が鳴る道 16.真夜中のファミレス 17.片目に涙 18.サヨナラの音 19.＜Finale＞ 20.＜メンバー紹介＞ 21.＜チーム紹介＞ 22.＜End＞ ・2020年3月4日@渋谷eggman 無観客生配信エナワンマンライブ"wonder"収録 ・クラウドファンディングのリターンとして制作。 ・このライブ映像ではMCを含めた全編をノーカットで完全収録。 ・100枚限定生産でクラウドファンディングリターンの約40枚も含まれるため一般販売数は約60枚。 ・当初はDVDとして発売を予定していたが直前にBlu-rayでの発売に変更、DVDを希望する支援者および変更前に公式オンラインストアで予約申し込みした購入者にはDVDが発送された。 ・公式オンラインストアでの扱いはBlu-rayソフトのみとなる。 ・支援者には「サインと一言メッセージ」が書かれた物が送られた。 ・正式なリリース日を設けないため2020年9月を発売月とする。 ・パッケージは紙ジャケット。 ・2020年8月31日、公式オンラインストアにて一般販売予約受付開始。 ・2020年9月17日、発送開始。 |

## タイアップ・コラボレーション
| 日付          | 楽曲名 / タイトル                                                               | 備考 |
| ------------- | ------------------------------------------------------------------------------- | --- |
| 2018年6月2日  | 「サヨナラの音」 / 舞台「どんるっくばっくいんあんがー&エナライブ」              | ・札幌吉本のスキンヘッドカメラ岡本さん脚本の舞台に起用。 ・演劇公演の後に約50分のライブが行われた。 |
| 2019年2月20日 | 「letter」 / Letters Project                                                    | うた:エナ 作曲:はらかなこ 作詞:58works ・「遠くへ行ってしまった大切な人に捧げる歌。 その歌をさまざまなアーティストがそれぞれの思いをこめて歌うプロジェクト。」                                                            |
| 2020年4月17日 | 「ゆらゆら(stay home ver.)」 / エナ公式YouTubeチャンネル                        | Vo.エナ Agt.柴山陽平 Ba.小倉大輔(ホタルライトヒルズバンド) Dr./Mix クラカズヒデユキ ・ホタルライトヒルズバンドのベーシスト小倉大輔さんからの提案で実現したコラボ企画「Stay Homeバージョン第一弾」                         |
| 2020年5月6日  | 「ソーダライト(stay home ver.)」 / エナ公式YouTubeチャンネル                    | Vo.エナ Agt.柴山陽平 Ba.小倉大輔(ホタルライトヒルズバンド) Dr./Mix クラカズヒデユキ Video Editor ノビス内藤 ・ホタルライトヒルズバンドのベーシスト小倉大輔さんからの提案で実現したコラボ企画「Stay Homeバージョン第二弾」 |
| 2020年6月13日 | 「メモリーズ - スピッツ (cover. ver)」 / エナ公式YouTubeチャンネル              | Vo.エナ Egt.柴山陽平 Ba.小倉大輔(ホタルライトヒルズバンド) Dr./Mix/映像 クラカズヒデユキ ・クラカズヒデユキさんの「クラカズオンラインコピバン企画」に参加しての「Stay Homeバージョン第三弾」                              |
| 2020年6月20日 | 「ゆらゆら」 / 平泉春奈公式YouTubeチャンネル「もう一度あなたと､最後の」         | ・イラストレーター平泉春奈さんの公式youtubeチャンネルの動画・第1弾のエンディングソングに起用。 |
| 2020年6月25日 | 「cry」 / 平泉春奈公式YouTubeチャンネル「今日､愛を語る」                        | ・イラストレーター平泉春奈さんの公式youtubeチャンネルの動画・第2弾のエンディングソングに起用。 |
| 2020年6月26日 | 「青空を君に」 / なかしべつ観光協会「中標津音楽プロジェクト」                   | ・中標津町にゆかりのあるアーティスト13名による応援歌「青空を君に」へ作詞と歌唱での参加。 |
| 2020年7月5日  | 「サヨナラの音」 / 平泉春奈公式YouTubeチャンネル「愛と哀しみの片道切符」        | ・イラストレーター平泉春奈さんの公式youtubeチャンネルの動画・第4弾のエンディングソングに起用。 |
| 2020年7月28日 | 「片目に涙」 / 平泉春奈公式YouTubeチャンネル「午後1時15分、それは穏やかで甘い」 | ・イラストレーター平泉春奈さんの公式youtubeチャンネルの動画・第7弾のエンディングソングに起用。 |
| 2020年10月4日 | 「メロディ」 / 平泉春奈公式YouTubeチャンネル「男心､女心」                       | ・イラストレーター平泉春奈さんの公式youtubeチャンネルの動画・第16弾のテーマソングに起用。 |
| 2021年3月21日 | 「アイイロ」 / AYA ship YouTubeチャンネル「HANABI for AYA」                     | ・AYA shipのクラウドファンディングによる打ち上げ花火動画「HANABI for AYA」の挿入歌として起用。 |

## クラウドファンディング
- 2019年9月7日、下北沢SEED SHIPでのワンマンライブ「誰も知らない」にて来場者のみにクラウドファンディング開催を予告した。
その際、情報公開まで他言無用との約束になり、結果的にその約束は忠誠心が高いファンたちによって守られた。

- 2019年10月26日、「一生に一度のつもり」という意気込みでクラウドファンディング開催。[119][120]
タイトルは「歌手エナの無料ライブを開催、ライブPV製作、事務所/レーベル契約への挑戦！」、目標金額は150万円。
集まった額が目標金額に到達しなかった場合にはファンディングされない「All or Nothing方式」。

- 2019年10月28日、3日とかからず目標金額達成。[121]

- 2019年11月22日、ストレッチゴールに挑戦。[122][123]
目標は「新曲レコーディングと音源制作」、目標金額は388万円。
同日、当初の目標である無料ライブの日程が2020年3月4日(水)に決定。[124][125]

- 2019年12月1日、ストレッチゴール達成。[126]

- 2019年12月2日、最終日の締め切り間近は大いに盛り上がり終了、駆け込み参加も多く最終的には目標金額の327%、491万6611円という本人と参加者たちも驚く想定外の結果となった。[127][128]

- 2022年12月8日、ツイッターにて2回目のクラウドファンディングに挑戦することを告知。[129]

- 2022年12月16日、2回目となるクラウドファンディング開催。[130][131]
タイトルは「エナの故郷の魅力"果てしない大自然"の中で、春夏秋冬の旬な美しさを舞台にライブ開催&その地の魅力をお届けするプロジェクト」、目標金額は180万円、期間は2週間。
前回と同じく集まった額が目標金額に到達しなかった場合にはファンディングされない「All or Nothing方式」。

- 2022年12月23日、新規特典を追加。[132]

- 2022年12月27日、11日目に目標金額達成。[133]

- 2022年12月28日、ストレッチゴールに挑戦。[134]
内容は「特典内容のグレードアップ」、目標金額は280万円。[135]

- 2022年12月29日、ストレッチゴール達成。

- 2022年12月30日、締め切り間際の駆け込み参加も多く、最終的には目標金額の210%、379万1438円という結果となった。[136]

## 関連作品
- zine「明暗 幻/夢」（2016年9月16日発売、著者 / 撮影・写真家 田口沙織。通し番号有りの50部限定、2冊セットで1500円。モデルとして起用される。）

- zine「See」（2022年10月16日発売、著者 / 言葉・音楽　エナ、写真　田口沙織、デザイン　ai。3700円。新曲デモ音源付き。）

## ラジオ番組
- FMはな「えーなのどあめ」（第一期。全18回。2016年4月2日 - 2017年9月24日。自身初のラジオ番組。第1回から第9回までは30分番組、第10回から第18回までは60分番組。）

| 回数   | 日時 / 再放送日時                                                                | ゲスト・備考 |
| ------ | -------------------------------------------------------------------------------- | --- |
| 第1回  | 2016年4月2日（土） 22:30～23:00（30分） 2016年4月16日（土） 22:30～23:00（30分） | ・初の自身のラジオ番組の初回放送。 |
| 第2回  | 2016年5月7日（土）22:30～23:00（30分） 2016年5月21日（土）22:30～23:00（30分）   | [ 140 ] [ 141 ] |
| 第3回  | 2016年6月4日（土）22:30～23:00（30分） 2016年6月18日（土）22:30～23:00（30分）   | [ 142 ] |
| 第4回  | 2016年7月2日（土）22:30～23:00（30分） 2016年7月16日（土）22:30～23:00（30分）   | ・シンガーソングライター郁彩さんを紹介。 ・セッション曲 / Chara「優しい気持ち」 ・サポートメンバー / Key. おかじま沙予                                                                               |
| 第5回  | 2016年8月6日（土）22:30～23:00（30分） 2016年8月20日（土）22:30～23:00（30分）   | ・ライブ音源 / 「星が鳴る道」「真夜中のファミレス」 （2016年6月29日@渋谷LOOPにて収録） |
| 第6回  | 2016年9月3日（土）22:30～23:00（30分） 2016年9月17日（土） 22:30～23:00（30分）  | ・ゲスト / 下北沢 SEED SHIPスタッフ ねもとわか ・セッション曲 / 中村中「ともだちの歌」 ・サポートメンバー / Key. おかじま沙予                                                                        |
| 第7回  | 2016年10月1日（土）22:30～23:00（30分） 2016年10月15日（土）22:30～23:00（30分） | ・TOKYO ART BOOK FAIR2016と田口沙織さんのzineについて。 |
| 第8回  | 2016年11月5日（土）22:30～23:00（30分） 2016年11月19日（土）22:30～23:00（30分） | ・セッション曲 / 「片目に涙(バラードver.)」途中まで ・サポートメンバー / Key. おかじま沙予 ・録音・ミックスなど / 澤近立景(サワチカタカヒロ)                                                         |
| 第9回  | 2016年12月3日（土）22:30～23:00（30分） 2016年12月17日（土）22:30～23:00（30分） | ・中標津での三日間のライブについて。 ・セッション曲 / 「片目に涙(バラードver.)」フルVer. ・サポートメンバー / Key. おかじま沙予 ・録音・ミックスなど / 澤近立景(サワチカタカヒロ)                    |
| 第10回 | 2017年1月22日（日）21:00～22:00（60分） 2017年2月12日（日）21:00～22:00（60分）  | ・ゲスト / まつもと尚こ ・セッション曲 / Chara「ミルク」with まつもと尚こ ・サポートメンバー / Key. おかじま沙予 Perc. 小久保里沙 ・音源 / ほわいとねおん「1月31日」 ・音源 / ユメノマ「settingsun」 |
| 第11回 | 2017年2月26日（日）21:00～22:00（60分） 2017年3月12日（日）21:00～22:00（60分）  | ・セッション曲 / 「シナモンアップルティ」「アイイロ」 ・サポートメンバー / Key. おかじま沙予 ・録音・ミックスなど / 澤近立景(サワチカタカヒロ)                                                       |
| 第12回 | 2017年3月26日（日）21:00～22:00（60分） 2017年4月9日（日）21:00～22:00（60分）   | ・ジングル初披露。 ・ゲスト / おつかれーず・杉本拓朗 ・セッション曲 / スピッツ「春の歌」with おつかれーず・杉本拓朗 ・サポートメンバー / Key. おかじま沙予                                           |
| 第13回 | 2017年4月23日（日）21:00～22:00（60分） 2017年5月14日（日）21:00～22:00（60分）  | ・幼少期のこと、今後の方向性について。 ・音源 / 「君がいなくなった朝」 ・音源 / 「サヨナラの音」 |
| 第14回 | 2017年5月28日（日）21:00～22:00（60分） 2017年6月11日（日）21:00～22:00（60分）  | ・はらかなこさんとの出会い、音楽について。 ・ゲスト / はらかなこ ・セッション曲 / 「真夜中のファミレス」with はらかなこ ・音源 / はらかなこ「かもめ」 ・音源 / はらかなこ「Moving on」               |
| 第15回 | 2017年6月25日（日）21:00～22:00（60分） 2017年7月9日（日）21:00～22:00（60分）   | ・第5回と第6回の振替放送。 ・番組の冒頭に1分ほど本人からのメッセージあり。 |
| 第16回 | 2017年7月23日（日）21:00～22:00（60分） 2017年8月13日（日）21:00～22:00（60分）  | ・カバー曲 / Cocco「Raining」 ・セッション曲 / 「オレンジ色の夕焼け」 ・サポートメンバー / Gt. 大和田亮                                                                                              |
| 第17回 | 2017年8月27日（日）21:00～22:00（60分） 2017年9月10日（日）21:00～22:00（60分）  | ・トークは休みで計7分ほどの放送。 ・番組の冒頭に2分ほど本人からのメッセージあり。 ・ライブ音源 / 「星が鳴る道」エナライブ1より （2017年6月21日@渋谷eggmanにて収録）                                  |
| 第18回 | 2017年9月24日（日）21:00～22:00（60分） 2017年10月8日（日）21:00～22:00（60分）  | ・無期限の放送休止前の最終回。 ・ライブ音源 / 「片目に涙 バラードVer.」エナライブ1より ・ライブ音源 / 「ソーダライト」エナライブ1より （2017年6月21日@渋谷eggmanにて収録）                           |

- FMはな「えーなのどあめ」（第二期。全34回。2021年2月6日 - 2022年6月18日。毎月第一・第三土曜日の22時30分からの30分番組、第二・第四土曜日の同時刻に再放送、第五土曜日は放送無し。3年4か月ぶりに自身のラジオ番組を再開。第2回から第17回までパーソナリティとして実弟のアーティスト森涼一郎を起用。）

| 回数   | 日時 / 再放送日時                                                                 | ゲスト・備考 |
| ------ | --------------------------------------------------------------------------------- | --- |
| 第1回  | 2021年2月6日（土）22:30～23:00（30分） 2021年2月13日（土）22:30～23:00（30分）    | ・本人の一人での放送、最近の状況など。 ・手がけている新曲が20曲ほどある。 ・音源 / 大橋トリオ「The Day Will Come Again」 ・音源 / エナ 「メロディ」 |
| 第2回  | 2021年2月20日（土）22:30～23:00（30分） 2021年2月27日（土）22:30～23:00（30分）   | ・新パーソナリティとして実弟の涼一郎をサプライズ起用。 ・弟ならではの親密さでエナ本人の新たな魅了を引き出す神回となった。 |
| 第3回  | 2021年3月6日（土）22:30～23:00（30分） 2021年3月13日（土）22:30～23:00（30分）    | ・募集したメッセージを紹介する前編。 ・「サヨナラの音」の知られざるエピソードを紹介。 ・地元中標津町の隣町・別海町を美味しい特産物とともに紹介。 ・音源 / エナ「サヨナラの音」 |
| 第4回  | 2021年3月20日（土）22:30～23:00（30分） 2021年3月27日（土）22:30～23:00（30分）   | ・募集したメッセージを紹介する中編。 ・涼一郎・エナの子供に懐かれるエピソード。 ・涼一郎が励まされる曲はウルフルズ「バカサバイバー」。 ・エナが好きなウルフルズの曲は「サムライソウル」。 ・音源 / ウルフルズ「バカサバイバー」 |
| 第5回  | 2021年4月3日（土）22:30～23:00（30分） 2021年4月10日（土）22:30～23:00（30分）    | ・募集したメッセージを紹介する後編。 ・東京の桜がきれいという話題。 ・海外旅行について。 ・涼一郎が通う居酒屋・代田橋「鉄ぺい」のラーメンについて。 ・今後のライブについて・季節や四季を取り入れたい。 ・音源 / Shanice「I Love Your Smile」 |
| 第6回  | 2021年4月17日（土）22:30～23:00（30分） 2021年4月24日（土）22:30～23:00（30分）   | ・エナ「ライブ前に食べるとしたらバナナかクリームパン。」 ・理由は親交のあるNakamuraEmiがバナナが歌う前にいいと熱弁したのを聴いて。 ・クリスマスの約束のドキュメントで小田和正がクリームパンを食べていたから。 ・涼一郎「ライブ前にはレッドブルしか飲まない。」 ・えーなのどあめグッズについて。 ・今後の放送で姉弟で作る即興曲を披露したい。 ・次回のテーマは「ステイホーム晩ごはんの曲」 ・音源 / エナ「ゆらゆら」 ・音源 / エナ「wonder」                                                                          |
| 第7回  | 2021年5月1日（土）22:30～23:00（30分） 2021年5月8日（土）22:30～23:00（30分）     | ・松岡修造の「修三かるた！」について。 ・ゴールデンウィーク中の晩御飯の提案。 ・涼一郎の餃子についての考察。 ・オリジナル即興曲 / 涼一郎作詞作曲「ステイホーム晩ごはん」 |
| 第8回  | 2021年5月15日（土）22:30～23:00（30分） 2021年5月22日（土）22:30～23:00（30分）   | ・DTM機器設定の大変さについて。 ・スマホを持たず行ったことのない道を2時間ランニングする話。 ・エナこだわりの洗濯の話。 ・オリジナル即興曲 / エナ作詞作曲「（仮）洗濯のうた」（題名は付けてないのでそれぞれ聴く人が自由に） |
| 第9回  | 2021年6月5日（土）22:30～23:00（30分） 2021年6月12日（土）22:30～23:00（30分）    | ・涼一郎の辛いものを食べた翌日のお腹の話。 ・エナの健康状態が良くなってきた話とアレルギーとカモの卵がデカいという話。 ・「星が鳴る道」とガリガリ君としろくまアイスについて。 ・梅雨が無い北海道の遠足とクマ出現の話。 ・中標津在住のムツゴロウ氏に表参道の書店で遭遇した話。 ・音源 / エナ「星が鳴る道」 ・音源 / エナ「誰も知らない」 |
| 第10回 | 2021年6月19日（土）22:30～23:00（30分） 2021年6月26日（土）22:30～23:00（30分）   | ・エナが大好きな北鎌倉へ紫陽花を見に行ってハイキングコースを歩いた話。 ・涼一郎が大好きなビールという単語をラジオで言うようにしているという話。 ・キャンプ動画と中標津の保養所の温泉の話。 ・エナの一人旅の話。 ・音源 / スピッツ「遥か」 ・音源 / 安藤裕子「ぼくらが旅に出る理由」 |
| 第11回 | 2021年7月3日（土）22:30～23:00（30分） 2021年7月10日（土）22:30～23:00（30分）    | ・PCR検査と鼻カメラと鼻の穴の大きさの話。 ・涼一郎のカラスに襲われたトラウマ話。 ・音楽で食べていくことと宣伝とファンの支援について。 ・音源 / フジファブリック「若者のすべて」 ・音源 / エナ「ソーダライト」 |
| 第12回 | 2021年7月17日（土）22:30～23:00（30分） 2021年7月24日（土）22:30～23:00（30分）   | ・アイスが美味しい時期とアレルギーの関係について。 ・YouTubeを見てハヤシライスを作った話。 ・中標津町で白いイチゴ「ゆきいちご」が生産された話。 ・涼一郎に影響されてエナがサウナに行った話。 ・音源 / ポルノグラフィティ「ミュージック・アワー」 |
| 第13回 | 2021年8月7日（土）22:30～23:00（30分） 2021年8月14日（土）22:30～23:00（30分）    | ・1年半ぶりの配信ライブの詳細が決定したこと。 ・ライブが近づくにつれてエナの顔付きが変わってきた話。 ・エナがコロナ禍の初期に無観客ライブを経験したことについて。 ・音楽に真剣に向き合った時の悩みについて。 ・小顔マッサージについて。 ・音源 / エナ「メロディ」 ・音源 / 森涼一郎「笑って帰ろう」 |
| 第14回 | 2021年8月21日（土）22:30～23:00（30分） 2021年8月28日（土）22:30～23:00（30分）   | ・お爺ちゃんの思い出と中標津での話。 ・配信ライブのリハーサルが素晴らしかった話。 ・配信ライブの特典について。 ・音源 / 坂本九「上を向いて歩こう」 ・音源 / エナ「片目に涙」 |
| 第15回 | 2021年9月4日（土）22:30～23:00（30分） 2021年9月11日（土）22:30～23:00（30分）    | ・暑くて湿気が高く夏バテ気味な話。 ・涼一郎が鰻の小骨が苦手な話。 ・エナがライブ前日に鰻の小骨がのどに刺さり箸で取ってもらった話。 ・配信ライブの収録が終わって、音楽をすることで気付いたことについて。 ・TikTokを始めた話。 ・音源 / Red Hot Chili Peppers「Around The World」 ・音源 / エナ「wonder」 |
| 第16回 | 2021年9月18日（土）22:30～23:00（30分） 2021年9月25日（土）22:30～23:00（30分）   | ・ワンマンの準備で忙しくて息抜きにカフェで飲んだ生メロンクリームソーダが美味しかった話。 ・エナがリハーサル中に愛用のマイク（Shure BETA58A）が故障した話。 ・配信ライブのフローリストとの出会いについて。 ・配信ライブのサポート演奏者やスタッフに北海道に所縁がある方が多いという話。 ・音源 / エナ「嘘つきララバイ」 |
| 第17回 | 2021年10月2日（土）22:30～23:00（30分） 2021年10月9日（土）22:30～23:00（30分）   | ・配信ライブの公開を無事に終えてのトーク。 ・エナ「今だからできる最高のライブ映像が出来たと思ってる。」 ・エナが配信ライブを生視聴時に愛鳥イルちゃんが元気な曲で一緒に歌っていたという話。 ・コロナ禍にペットを飼うことについて。 ・作曲するときに作り手が興味があることが曲に反映されることについて。 ・音源 / MONKEY MAJIK「Golden Road」 ・音源 / 星野源「そしたら」 |
| 第18回 | 2021年10月16日（土）22:30～23:00（30分） 2021年10月23日（土）22:30～23:00（30分） | ・エナ一人で故郷の中標津からの放送。 ・エナ「中標津は紅葉がきれいで雪虫も見られるし白鳥も飛んでいて秋めいてきた。」 ・エナ「これからは北海道や道東、中標津の魅力を伝えていきたい。」 ・TikTokで誤解から洗礼を受けた件について。 ・エナ「星が鳴る道は鼻歌から作った曲で出来上がるまで2時間かからなかった。」 ・音源 / Ed Sheeran「Autumn Leaves」 ・音源 / エナ「1page」 |
| 第19回 | 2021年11月6日（土）22:30～23:00（30分） 2021年11月13日（土）22:30～23:00（30分）  | ・前回に続きエナ一人で故郷の中標津からの放送。 ・姪っ子がお小遣いでイチゴ大福をプレゼントしてくれて大感激したこと。 ・エナがいいなと思うものを伝える新コーナー「これ、いいっしょ？」がはじまり募集したメッセージを紹介。 ・中標津の自然になぞらえて湯川秀樹の「自然は曲線を創り、人間は直線を創る。」という言葉を紹介。 ・東京にいるとあまり秋と冬の曲が書けなかったけど、雪が降って氷点下になる中標津にいて秋と冬の曲が出来た。 ・音源 / 荒井由実「中央フリーウェイ」 ・音源 / 中標津音楽プロジェクト「青空を君に」 |
| 第20回 | 2021年11月20日（土）22:30～23:00（30分） 2021年11月27日（土）22:30～23:00（30分） | ・引き続きエナ一人で故郷の中標津からの放送。 ・中標津に長期滞在の理由は運転免許取得のため。 ・仮免に受かったことや地元の高校生と一緒に教習を受けていること。 ・有観客ライブの準備が大詰めになったことについて。 ・ライブ音源 / エナ「ソーダライト」（「エナライブ1」より） ・音源 / エナ「cry」 ・音源 / エナ「真夜中のファミレス」 ・ライブ音源 / エナ「片目に涙」（配信ライブ「雨の正体」より） |
| 第21回 | 2021年12月4日（土）22:30～23:00（30分） 2021年12月11日（土）22:30～23:00（30分）  | ・引き続きエナ一人で故郷の中標津からの放送。 ・運転免許の卒検検定に無事受かった話。 ・実家から教習所に出かけることの嬉しさについて。 ・2年ぶりの有観客ライブ（クラファン限定）の告知について。 ・ライブ物販でのグッズや音源について。 ・来年は北海道でもライブをしたいという話。 ・ライブ音源 / エナ「アイイロ」（2020年1月28日@渋谷eggmanにて収録） ・音源 / エナ「君がいなくなった朝」 ・ライブ音源 / エナ「シナモンアップルティ」（配信ライブ「雨の正体」より）                                                   |
| 第22回 | 2021年12月18日（土）22:30～23:00（30分） 2021年12月25日（土）22:30～23:00（30分） | ・引き続きエナ一人で故郷の中標津からの放送。 ・自動車免許証を取得したエピソードを紹介。 ・2年ぶりの有観客ワンマンライブ（一般向け）の告知について。 ・募集した物販メッセージを紹介。 ・音源 / Adele「Easy On Me」 ・音源 / エナ「ゆらゆら」 |
| 第23回 | 2022年1月1日（土）22:30～23:00（30分） 2022年1月8日（土）22:30～23:00（30分）     | ・地元の中標津に引っ越ししたことを公表してから初めての放送。 ・募集した物販メッセージを紹介。 ・物販についての思いについて。 ・新年を迎えてこれからの音楽活動について。 ・音源 / エナ「wonder」 ・音源 / エナ「星が鳴る道」 ・音源 / エナ「シナモンアップルティ」（配信ライブ「雨の正体」より） ・音源 / エナ「サヨナラの音」 |
| 第24回 | 2022年1月15日（土）22:30～23:00（30分） 2022年1月22日（土）22:30～23:00（30分）   | ・雪道の運転について。 ・先日のツイキャス配信について。 ・根本理恵さんの新作アルバムを紹介。 ・音源 / 根本理恵「KIRO」 ・音源 / 根本理恵「夏の高い空」 |
| 第25回 | 2022年2月5日（土）22:30～23:00（30分） 2022年2月12日（土）22:30～23:00（30分）    | ・初の愛鳥「イルちゃん」のゲスト出演。 ・曲を多めにかける回。 ・音源 / 宇多田ヒカル「BADモード」 ・音源 / J-Fills「Begotten」 ・音源 / 根本理恵「小さな灯りと鉛筆で描いた線と」 ・音源 / エナ「サヨナラの音」（配信ライブ「雨の正体」より） |
| 第26回 | 2022年2月19日（土）22:30～23:00（30分） 2022年2月26日（土）22:30～23:00（30分）   | ・2年ぶりの有観客ライブの延期について。 ・今後のレコーディングについての展望。 ・標津町へ流氷を見に行ったこと。 ・音源 / サカナクション「茶柱」 ・音源 / エナ「wonder」 ・音源 / エナ「ソーダライト」（配信ライブ「雨の正体」より） ・音源 / エナ「こはく日和」 ・音源 / エナ「ゆらゆら」 |
| 第27回 | 2022年3月5日（土）22:30～23:00（30分） 2022年3月12日（土）22:30～23:00（30分）    | ・色んな新曲が出来ているので今までと違うタイプのアルバムを出してみたい。 ・伊勢丹松戸店の閉店イベントにゲスト出演した時の話。 ・「嘘つきララバイ」「誰も知らない」が出来上がったエピソード。 ・学際「大宮祭」でのエピソード。 ・音源 / エナ「サヨナラの音」 ・音源 / エナ「嘘つきララバイ」 ・音源 / エナ「誰も知らない」 ・音源 / エナ「星が鳴る道」 |
| 第28回 | 2022年3月19日（土）22:30～23:00（30分） 2022年3月26日（土）22:30～23:00（30分）   | ・今の時期は桜にかんする食べ物をよく食べる、桜餅など。 ・乳製品・卵アレルギーでケーキを控えているけど近々食べようと思っている。 ・2年ぶりの有観客ライブのチケットが発売開始になったことについて。 ・「ゆらゆら」「ソーダライト」についてのエピソード。 ・音源 / エナ「ゆらゆら」 ・音源 / エナ「ソーダライト」 ・音源 / エナ「メロディ」 |
| 第29回 | 2022年4月2日（土）22:30～23:00（30分） 2022年4月9日（土）22:30～23:00（30分）     | ・5月20日開催のワンマンライブ「summer snow」のサポートメンバーについて。 ・5月15日開催のクラファン限定ライブについて。 ・ワンマンに向けてポスターを2種類作る構想がある。 ・声を活かした仕事をしていきたいという想い。 ・「cry」「アイイロ」についてのエピソード。 ・音源 / エナ「cry」 ・音源 / エナ「アイイロ」 |
| 第30回 | 2022年4月16日（土）22:30～23:00（30分） 2022年4月23日（土）22:30～23:00（30分）   | ・ふきのとうが咲く中標津を散歩したこと。 ・体調がイマイチでちょっと弱気な放送回。 ・料理家の豚汁レシピにはまってることについて。 ・音源 / エナ「真夜中のファミレス」 ・音源 / エナ「wonder」 |
| 第31回 | 2022年5月7日（土）22:30～23:00（30分） 2022年5月14日（土）22:30～23:00（30分）    | ・ゲスト / 中道智大 ・写真家、元ドッグトレーナーとして活動する中道氏について。 ・ワンマンに向けて撮影したティーザー映像について。 ・千葉から道東へ犬と移住した話、生い立ちも。 ・犬のトレーニングと飼い主の話。 ・犬の個性を感じるがそれが本当に正しいかはわからない。 ・セキセイインコのイルちゃんとの馴れ初め。 |
| 第32回 | 2022年5月21日（土）22:30～23:00（30分） 2022年5月28日（土）22:30～23:00（30分）   | ・ワンマンライブが続いたのでこの回はエナお気に入りのピアノ音楽を終始放送。 ・音源 / haruka nakamura アルバム「スティルライフ」 |
| 第33回 | 2022年6月4日（土）22:30～23:00（30分） 2022年6月11日（土）22:30～23:00（30分）    | ・ゲスト / 中道智大 ・冒頭であらためて次回でこのラジオ番組の終了を告知。 ・第31回に続き写真家の中道智大を迎えての後編。 ・生活と写真を結びつけることを大切にしている。 ・田舎に住み自然の中から写真を撮ることに意義を感じる。 ・自然の中で動物や植物たちを見て、我々人間と何も変わらないと思った。 ・スマホやSNSで何でも調べられるが経験することとはまったく違うということ。 ・音源 / 地球交響曲ガイアシンフォニー第三番「ゼア・イズ・ア・シップ」                                                                   |
| 第34回 | 2022年6月18日（土）22:30～23:00（30分） 2022年6月25日（土）22:30～23:00（30分）   | ・最終回。 ・5/20に開催されたワンマンライブの映像配信について。 ・温泉とサウナが好きで温泉とサウナがある家に住むのが夢という話。 ・夜にドライブをしているとキタキツネと遭遇する話。 ・コロナ禍の中で制作したアルバム「WONDER FLOWER」について。 ・音源 / エナ「サヨナラの音」 ・音源 / エナ「メロディ」 ・音源 / エナ「こはく日和」 |

- ゲストでのラジオ番組出演

| 日時                                                                        | 放送局・番組タイトル / コーナー名                                                              | 備考 |
| --------------------------------------------------------------------------- | ---------------------------------------------------------------------------------------------- | --- |
| 2015年12月22日（火） 14:00～15:00                                           | FMはな「2時ですよ！マサキですけど如何お過ごしですか？」 コーナー「発掘ミュージシャン大辞典！」 | ・パーソナリティー / マサキ |
| 2016年3月7日（月） 14:00～15:00                                             | FMはな「2時ですよ！マサキですけど如何お過ごしですか？」 コーナー「発掘ミュージシャン大辞典！」 | ・パーソナリティー / マサキ ・「ソーダライト」が出来たきっかけの話 |
| 2016年6月13日（月） 13:00～15:00                                            | FMはな「長尾真樹とみんなのラジオ！」 コーナー「発掘ミュージシャン大辞典！」                    | ・パーソナリティー / マサキ |
| 2016年6月20日（月） 20:00～                                                 | FMはな「あなたも恋するシレトコラジオ」                                                         | |
| 2016年10月21日（金） 13:00～15:00                                           | FMはな「長尾真樹とみんなのラジオ！」 コーナー「発掘ミュージシャン大辞典！」                    | ・パーソナリティー / マサキ |
| 2017年9月26日（火） 13:00～15:00                                            | FMはな「長尾真樹とみんなのラジオ！」 コーナー「発掘ミュージシャン大辞典！」                    | ・パーソナリティー / マサキ |
| 2017年11月10日（金） 25:00～25:30                                           | bayfm「パンザマストレディオ 第32回」                                                           | ・パーソナリティー / ホタルライトヒルズバンド ・ライブ「パンラジナイトvol.4」について |
| 2018年2月10日（土） 21:30～22:00                                            | FMさくだいら「小玉ゆうい、アランヒルズ匠の なまら！ランラン☆」                                 | ・パーソナリティー / 小玉ゆうい・アランヒルズ匠 |
| 2018年4月16日（月） 13:00～15:00                                            | FMはな「FMはなと『みんなのラジオ！』」 コーナー「発掘ミュージシャン大辞典！」                  | ・パーソナリティー / マサキ |
| 2020年2月21日（金） 14:30～15:00                                            | レインボータウンFM「ふかがわ音meguri」                                                         | ・MC / Akitoshi-KamberLand・YUKKIY ・ゲスト / エナ・桑原康輔 |
| 2020年3月4日（水） 13:00～15:00                                             | FMはな「FMはなと『みんなのラジオ！』」                                                         | ・パーソナリティー / マサキ ・電話による出演 |
| 2020年12月8日（火） 13:00～15:00                                            | FMはな「FMはなと『みんなのラジオ！』」 コーナー「発掘ミュージシャン大辞典！」                  | ・パーソナリティー / マサキ ・アルバム「WONDER FLOWER」をミュージックトレーラーとして全曲ダイジェストで放送。 ・本人の出演は無し。 |
| 2020年12月31日（火） 13:00～15:00                                           | FMはな「FMはなと『みんなのラジオ！』」 コーナー「発掘ミュージシャン大辞典！」                  | ・パーソナリティー / マサキ ・電話による出演。 ・アルバム「WONDER FLOWER」をミュージックトレーラーとして全曲ダイジェストで再び放送。 ・無期限の放送休止中だった自身のラジオ番組「えーなのどあめ」の2021年2月からの復活を放送中に発表。 |
| 2021年2月16日（火） 19:00～20:00 2021年2月19日（金） 15:00～16:00（再放送） | FMくしろ「Sound Stage」                                                                        | ・パーソナリティー / 今りえ ・電話による出演。 ・エナ本人の紹介から中標津音楽プロジェクトへの参加やクラウドファンディングの話題など。 ・パーソナリティの名前を言い間違えるというハプニングから一気に空気が和んで大盛り上がりとなった。 |
| 2024年5月21日（火） 12:00～13:00                                            | FMはな「Miwaのアフタヌーンフラワー」                                                           | ・パーソナリティー / Miwa ・電話による出演。 ・翌月の「エナ星空ライブ『wonder』」について。 ・新曲「世界でたったひとつ」について。 |
| 2024年5月28日（火） 19:00～20:00 2024年5月31日（金） 15:00～16:00（再放送） | FMくしろ「Sound Stage」                                                                        | ・パーソナリティー / 今りえ ・翌月の「エナ星空ライブ『wonder』」について。 ・新曲「世界でたったひとつ」について。 |

## ウェブサイト連載
- コラム「咲顔のつくりかた」（2019年5月27日、ウェブサイト「YUMECO RECORDS」にて連載開始。毎月一回更新予定だったが第6回以降は不定期更新に変更。読みは「えがおのつくりかた」）

| 回数  | 日付          | タイトル・ゲスト                         |
| ----- | ------------- | ---------------------------------------- |
| 第0回 | 2019年5月27日 | 「あたらしい日々、こんにちは」           |
| 第1回 | 2019年5月31日 | 「ホタルライトヒルズバンドの優しい光」   |
| 第2回 | 2019年6月27日 | 「作曲家・小形誠さんの音楽愛と作曲秘話」 |
| 第3回 | 2019年8月4日  | 「翻訳家・大木勲さんと英詞に挑戦！」     |
| 第4回 | 2019年9月5日  | 「マシータさんの公開ドラムレッスン！」   |
| 第5回 | 2019年9月25日 | 「近況お知らせ特別編」                   |

## ライブ
- 2013年

| 日付                 | 会場                        | タイトル                                                                      |
| -------------------- | --------------------------- | ----------------------------------------------------------------------------- |
| 2013年5月26日（日）  | 代官山 晴れたら空に豆まいて | 「タケGRooVE ～early summer～」                                               |
| 2013年6月6日（木）   | 渋谷 gee-ge.                | 「Ｇrateful☆Ｇirls vol.118」                                                  |
| 2013年6月17日（月）  | 中野                        | 路上ライブ                                                                    |
| 2013年6月22日（土）  | 渋谷東口                    | 路上ライブ                                                                    |
| 2013年6月26日（水）  | 渋谷 La.mama                | 「New wind」                                                                  |
| 2013年7月5日（金）   | 渋谷 gee-ge.                | 「Grateful☆Girls vol.121・2」 〜花金拡大版スペシャル〜                        |
| 2013年7月8日（月）   | 渋谷東口                    | 路上ライブ                                                                    |
| 2013年7月13日（土）  | 渋谷東口                    | 路上ライブ                                                                    |
| 2013年7月28日（日）  | 渋谷 La.mama                | 「音楽夢中ステーション「MASA 」Vo.6 under the sun」                           |
| 2017年8月12日（月）  | 渋谷 gee-ge.                | 「ジージでラララ♪ vol.28」                                                    |
| 2013年8月18日（日）  | 渋谷 La.mama                | penne music coordinate presents 「It's a Showcase!! for musicman!!」          |
| 2013年9月13日（金）  | 渋谷 gee-ge.                | 「鉄ロックフェスティバル!!!vol.142」                                          |
| 2013年9月29日（日）  | 渋谷 La.mama                | 「音楽夢中ステーション「MASA」Vo.8」                                          |
| 2013年10月23日（水） | 代官山 晴れたら空に豆まいて | 「秋の雲と印象」                                                              |
| 2013年11月2日（土）  | 新宿南口                    | 路上ライブ                                                                    |
| 2013年11月9日（土）  | 渋谷                        | 路上ライブ                                                                    |
| 2013年11月18日（月） | 渋谷 gee-ge.                | 「THEPOO3周年記念イベント ～演者もお客さんもFutureまでFeaturingしてこーよ～」 |
| 2013年12月7日（土）  | 渋谷 nossa                  | 「霧の月。森が妖精にささやいた 〜vol.1 出会い〜」                             |
| 2013年12月29日（日） | 渋谷 gee-ge.                | 「ウダガワガールズコレクション vol.1」                                        |

- 2014年

| 日付                  | 会場                        | タイトル                                               |
| --------------------- | --------------------------- | ------------------------------------------------------ |
| 2014年1月23日（木）   | 代官山 LOOP                 | 「PopLooPop Vol'6」                                    |
| 2014年1月27日（月）   | 代官山 晴れたら空に豆まいて | 「Lovely Box」                                         |
| 2014年2月8日（土）    | 渋谷 nossa                  | 「霧の月。森が妖精にささやいた ～vol.2 ルーツ～」      |
| 2014年3月5日（水）    | 渋谷 gee-ge.                | 「ジージでラララ♪ vol.40」                             |
| 2014年3月25日（火）   | 渋谷 LOOP annex             | 「唄 ～榎本くるみ×ヒメノアキラ～」                     |
| 2014年4月18日（金）   | 新宿 OREBAKO                | 「音楽と人 vol.1」                                     |
| 2014年4月30日（水）   | 渋谷 wasted time            | 「君を吹っ切らす ボクらの音楽」                        |
| 2014年5月25日（日）   | 渋谷 gee-ge.                | 「霧の月。森が妖精にささやいた ～vol.3 森エナ～」      |
| 2014年6月25日（水）   | 渋谷 LOOP annex             | 「Acoustic Soul ～ Ray Yamada x 白鳥吏南 ～」          |
| 2014年7月20日（日）   | 渋谷 LOOP annex             | 「SOUL FLOWER ～ 安田奈央 x hinaco x ヒメノアキラ ～」 |
| 2014年8月2日（土）    | 渋谷 gee-ge.                | 「Open sesame！」郁彩＆riry＊mona 2マンライブ          |
| 2014年8月14日（木）   | 代官山 LOOP                 | 「23歳最後のワガママ～私の大好き、集めちゃいました～」 |
| 2014年9月18日（木）   | 代官山 LOOP                 | 「PopLooPop」                                          |
| 2014年10月8日（水）   | 渋谷 LOOP annex             | 「ともしび〜寒露の満月キャンドルナイト〜」             |
| 2014年11月21日（金）  | 渋谷 LOOP annex             | 「Acoustic Garden」                                    |
| 2014年12月2日（火）   | 渋谷 gee-ge.                | 「ウダガワガールズコレクション vol.22」                |
| 2014年12月14日（日）  | 代官山 LOOP                 | 「Girl’s Talk ～Neat's × NakamuraEmi ～ "女性限定"」   |
| 2014年12月30日 （火） | 渋谷 LOOP annex             | 「light a music」                                      |

- 2015年

| 日付                   | 会場                     | タイトル                                                                            |
| ---------------------- | ------------------------ | ----------------------------------------------------------------------------------- |
| 2015年1月22日（木）    | 渋谷 LOOP ANNEX          | 「daylight moon」                                                                   |
| 2015年3月5日（木）     | 渋谷 LOOP ANNEX          | 「brilliant days」                                                                  |
| 2015年3月9日（月）     | 新代田 crossing          | 「Join the dots！」                                                                 |
| 2015年4月24日（金）    | 高田馬場 ディグライト    | 「Mon fes! 2015」                                                                   |
| 2015年4月27日（月）    | 下北沢 SEED SHIP         | 小林未季自主企画 「花のように舞う音楽に出会うvol.1～WaterLilies～」                 |
| 2015年5月19日（火）    | 渋谷 eggman              | 「Join the dots! ～special edition」                                                |
| 2015年5月20日（水）    | 渋谷 LOOP ANNEX          | 「COLORS」                                                                          |
| 2015年6月15日（月）    | 渋谷 LOOP ANNEX          | 大塚雄士企画「音の綾」                                                              |
| 2015年7月22日（水）    | 渋谷 LOOP ANNEX          | 「SunShine」                                                                        |
| 2015年8月9日（日）     | 渋谷 LUSH                | アンコン × Beat Happening！「さいわい企画ツアーVol.4」                              |
| 2015年8月18日（火）    | 渋谷 LOOP ANNEX          | 「Acoustic Soul」                                                                   |
| 2015年9月6日（日）     | 渋谷 gee-ge.             | 「ウダガワガールズコレクション vol.65・5」 ～ジージopen５周年おめでとうスペシャル～ |
| 2015年9月12日（土）    | 渋谷 LOOP ANNEX          | 「daylight moon」                                                                   |
| 2015年9月24日（木）    | 三軒茶屋 GRAPEFRUIT MOON | 「MONOLOGUE」                                                                       |
| 2015年10月15日（木）   | 渋谷 LOOP ANNEX          | LOOP × ASHIATO「YUMEMIRU」                                                          |
| 2015年11月23日（月祝） | 三軒茶屋 GRAPEFRUIT MOON | 「Feathers to call happiness」                                                      |
| 2015年12月15日（火）   | 下北沢 SEED SHIP         | 「北風と太陽」                                                                      |

- 2016年

| 日付                  | 会場                     | タイトル                                                 |
| --------------------- | ------------------------ | -------------------------------------------------------- |
| 2016年1月17日（日）   | 渋谷 LOOP ANNEX          | 「3 colors ～ FUKI × 清水悠 × riry＊mona ～」            |
| 2016年1月21日（木）   | 下北沢 SEED SHIP         | 「Poemusica Vol.46」                                     |
| 2016年2月16日（火）   | 青山 月見ル君思フ        | 「梅見月の歌」                                           |
| 2016年2月21日（日）   | 下北沢 SEED SHIP         | 「Slow Musica」                                          |
| 2016年3月19日（土）   | 下北沢 SEED SHIP         | riry＊mona バースデーpresents！ 「Chance of overnight」  |
| 2016年3月23日（水）   | 代官山 LOOP              | 「COLORS」                                               |
| 2016年3月24日（木）   | 三軒茶屋 GRAPEFRUIT MOON | 「またくるね #6」                                        |
| 2016年4月6日（水）    | 渋谷 UNDER DEER Lounge   | 「DELUXE TONE」                                          |
| 2016年4月17日（日）   | 渋谷 LOOP ANNEX          | 「3 colors ～ 東木瞳 × riry＊mona × 和泉まみ ～」        |
| 2016年4月29日（金祝） | 三軒茶屋 GRAPEFRUIT MOON | 「月面着陸」                                             |
| 2016年5月11日（水）   | 下北沢 SEED SHIP         | 「ART GIRL」                                             |
| 2016年5月22日（日）   | 柏 studio WUU            | 「柏 MUSIC SUN 2016」                                    |
| 2016年5月26日（木）   | 代官山 LOOP              | 3周年ワンマンライブ 「透明セカイ -Third year of today-」 |
| 2016年6月29日（水）   | 渋谷 LOOP ANNEX          | 「COLORS ～riry＊mona x ももちひろこ～」                 |
| 2016年7月9日（土）    | 下北沢 SEED SHIP         | おつかれーず杉本presents「陽だまりの午後」               |
| 2016年8月2日（火）    | 渋谷 LOOP ANNEX          | 「唄 -UTA-」                                             |
| 2016年8月20日（土）   | 下北沢 SEED SHIP         | 「お祭りFestival！【Day Time】」                         |
| 2016年9月2日（金）    | 恵比寿 恵比寿天窓.switch | 「東木瞳バースデーライブ“Ｍa・Ｔu・Ｒi”」                |
| 2016年9月10日（土）   | 下北沢 SEED SHIP         | 「ムジカスタ」                                           |
| 2016年9月22日（木祝） | 横浜 O-SITE              | 「unconditional loveマンスリー企画 vol.8」               |
| 2016年10月3日（月）   | 代官山 LOOP              | 「3colors ～東郷祐佳 x 光上せあら x エナ～」             |
| 2016年11月1日（火）   | 下北沢 SEED SHIP         | 「PopsLiving」                                           |
| 2016年11月6日（日）   | 中標津 ジンギスカンそら  | 「中標津凱旋お披露目ライブ」                             |
| 2016年12月2日（金）   | 六本木 morph-tokyo       | 赤と嘘 3rd ALBUM 「日常マイノリティ」リリースツアー      |
| 2016年12月22日（木）  | 横浜 LOOP                | 「エナ x 片山遼 ～Xmas Special Live～」                  |

- 2017年

| 日付                   | 会場                               | タイトル                                                                                      |
| ---------------------- | ---------------------------------- | --------------------------------------------------------------------------------------------- |
| 2017年1月20日（金）    | 下北沢 SEED SHIP                   | 「～oTonoTe～ 3manLive」                                                                      |
| 2017年2月4日（土）     | 鎌倉 LOOP                          | 「COLORS」                                                                                    |
| 2017年3月20日（月祝）  | 渋谷 La.mama                       | 「蛍ヶ丘音楽祭 vol.4 Night messengers」                                                       |
| 2017年3月25日（土）    | 下北沢 SEED SHIP                   | 「Acoizm」                                                                                    |
| 2017年4月29日（土祝）  | 渋谷 eggman                        | 「HUG ROCK FESTIVAL 2017 ハグ誕」                                                             |
| 2017年4月30日（日）    | 下北沢 SEED SHIP                   | 「音の羽～3man～妖精の国から編」                                                              |
| 2017年5月18日（木）    | 三軒茶屋 GRAPEFRUIT MOON           | 「ART GIRL ～music×paint～」                                                                  |
| 2017年6月21日（水）    | 渋谷 eggman                        | 「Girl’s UP!!! vol.202」                                                                      |
| 2017年7月7日（金）     | 三軒茶屋 GRAPEFRUIT MOON           | 「温風至 ～アツカゼイタル～」                                                                 |
| 2017年8月19日（土）    | 代官山 晴れたら空に豆まいて        | 「kita:tone」                                                                                 |
| 2017年8月25日（金）    | 鎌倉由比ヶ浜 OTODAMA BEACH TERRACE | 「OTODAMA BEACH TERRACE FreeLive vol.6」                                                      |
| 2017年8月30日（水）    | 渋谷 UNDER DEER Lounge             | 「日本の女子力」                                                                              |
| 2017年9月5日（火）     | 渋谷 eggman                        | 「Girl's UP!!! vol.209」                                                                      |
| 2017年9月23日（土祝）  | 札幌 musica hall cafe              | 「noid “HUBBLE” pre-Release Party in Sapporo」                                                |
| 2017年10月9日（月祝）  | 渋谷 Star lounge                   | 「HUG ROCK FESTIVAL 2017 体育の日」                                                           |
| 2017年10月13日（金）   | 渋谷 eggman                        | 「yucat×渋谷eggman共同企画～幻奏夜会vol.3～」                                                 |
| 2017年10月24日（火）   | 六本木 morph-tokyo                 | 「morph-tokyo 15th Anniversary!! ハピコレ!!怒涛の15DAYS SPECIAL!! DAY10×エナ(ex.riry＊mona)」 |
| 2017年11月15日（水）   | 渋谷 gee-ge.                       | 「ウダガワガールズコレクション vol.292」                                                      |
| 2017年11月23日（木祝） | 柏 DOMe                            | bayfm「パンザマストレディオ」 presents「パンラジナイト vol. 4」                               |
| 2017年12月2日（土）    | 渋谷 gee-ge.                       | エナワンマンライブ「résumé」                                                                  |
| 2017年12月13日（水）   | 代々木 Zher the ZOO                | 小玉ゆういpresents「SOUND MEAT BALL vol.1」                                                   |

- 2018年

| 日付                 | 会場                                     | タイトル                                                                        |
| -------------------- | ---------------------------------------- | ------------------------------------------------------------------------------- |
| 2018年1月6日（土）   | 吉祥寺 スターパインズカフェ              | 「New Year Live 2018 inSPC はらかなこ solo live」                               |
| 2018年1月16日（火）  | 代官山 LOOP                              | ぱなえ・ノビス内藤・比屋根リサ-合同企画- 「〜PNP〜2018年もよろしくparty!!(仮)」 |
| 2018年2月2日（金）   | 渋谷 eggman                              | エナ×eggman 共同企画 「Eat me!」 ～フリージアとショコラ～                       |
| 2018年3月3日（土）   | 伊勢丹松戸店 本館1階 プラザ広場 特設会場 | 「伊勢丹松戸店 ご愛顧感謝ファイナルフェスタ特別企画 世界記録応援ライブ」        |
| 2018年3月4日（日）   | 伊勢丹松戸店 本館1階 プラザ広場 特設会場 | 「伊勢丹松戸店 ご愛顧感謝ファイナルフェスタ特別企画 世界記録応援ライブ」        |
| 2018年3月10日（土）  | 渋谷 La.mama                             | エナレコ発ワンマンライブ「ringing stars」                                       |
| 2018年3月13日（火）  | 渋谷 eggman                              | 「unconditional love presents 白ふぇす～2018(上)～」                            |
| 2018年3月18日（日）  | 下北沢 SEED SHIP                         | 「7th anniversary～ReBirth 39!Arbeit～」                                        |
| 2018年4月28日（土）  | 王子 Tokyo Guest House Oji Music Lounge  | はらかなこワンマンライブ 「After Party」                                        |
| 2018年5月4日（金祝） | 柏 柏高島屋本館3階 エントランスステージ  | 「GWステモ音楽祭 Supported by 柏MUSIC SUN」                                     |
| 2018年5月26日（土）  | 王子 Tokyo Guest House Oji Music Lounge  | エナ5周年アコースティックワンマンLIVE「Mayflower」                              |
| 2018年5月27日（日）  | 柏 柏市民文化会館大ホール                | 「柏MUSIC SUN 2018 -EXTRA SHOW-」                                               |
| 2018年6月3日（日）   | 中標津 なかまっぷ コミュニティホール     | 「どんるっくばっくいんあんがー エナSPライブ」                                   |
| 2018年8月26日（日）  | 王子 醸造試験所跡地公園                  | 「ASUKAYAMA MUSIC FES 音の滝」                                                  |
| 2018年9月13日（木）  | 立川 タチヒビーチ                        | 「Moon Light Festival」                                                         |
| 2018年9月23日（日）  | 渋谷 eggman                              | 「HUG ROCK FESTIVAL 2018 秋分の日」                                             |
| 2018年9月29日（土）  | 越生 ゆうパークおごせ WIND stage         | 「GO AROUND JAPAN 2018」                                                        |
| 2018年10月27日（土） | 王子 Tokyo Guest House Oji Music Lounge  | エナアコースティックワンマンライブ「Safari」                                    |
| 2018年11月17日（土） | 王子 Tokyo Guest House Oji Music Lounge  | エナアコースティックワンマンライブ「I love youの伝え方」                        |
| 2018年11月25日（日） | 下北沢SEED SHIP                          | 「ぽっぷすりびんぐ」                                                            |
| 2018年12月31日（月） | 王子 Tokyo Guest House Oji Music Lounge  | 「やりたい放題年末スペシャル」                                                  |

- 2019年

| 日付                 | 会場                                                     | タイトル                                             |
| -------------------- | -------------------------------------------------------- | ---------------------------------------------------- |
| 2019年3月17日（日）  | 下北沢 SEED SHIP                                         | 「SEEDSHIP 8周年記念CD「ふね」レコ発企画ライブ」     |
| 2019年5月4日（土祝） | 下北沢 SEED SHIP                                         | 「Popsliving」                                       |
| 2019年5月5日（日）   | 柏 柏高島屋本館3階 エントランスステージ                  | 「GWステモ音楽祭 with 柏MUSIC SUN」                  |
| 2019年5月6日（月祝） | 王子 Tokyo Guest House Oji Music Lounge                  | 「The Happiest Time」                                |
| 2019年5月19日（日）  | 大宮 芝浦工業大学大宮キャンパス 屋外特設ステージ         | 「第23回大宮祭 芸能人企画」                          |
| 2019年6月2日（日）   | 中標津 中標津町総合文化会館 しるべっとコミュニティホール | 「中標津ミュージックフェス」                         |
| 2019年9月7日（土）   | 王子 飛鳥山公園                                          | 「ASUKAYAMA MUSIC FES 音の滝 vol.2」                 |
| 2019年9月7日（土）   | 下北沢 SEED SHIP                                         | エナアコースティックワンマンライブ「誰も知らない」」 |
| 2019年11月12日（火） | 下北沢 SEED SHIP                                         | 「多面体アコースティックス」                         |

- 2020年

| 日付                | 会場                | タイトル                                                                   |
| ------------------- | ------------------- | -------------------------------------------------------------------------- |
| 2020年1月20日（月） | 渋谷 gee-ge.        | 「ウダガワガールズコレクション vol.619・9」                                |
| 2020年1月28日（火） | 渋谷 eggman         | 「NEW NOISE! – snow session 2020 vol.02 -」                                |
| 2020年2月2日（日）  | 渋谷 gee-ge.        | 「ウダガワガールズコレクション vol.630・5」                                |
| 2020年2月10日（月） | 原宿 ストロボカフェ | 「ハラジュクガールズコレクション vol.97」                                  |
| 2020年2月16日（日） | 渋谷 gee-ge.        | 「ウダガワガールズコレクション vol.636・5」                                |
| 2020年2月27日（木） | 渋谷 eggman         | 「Girl's UP!!! vol.302～アコースティックナイト～」                         |
| 2020年2月29日（土） | 渋谷 gee-ge.        | 「ウダガワガールズコレクション vol.642」～そういえば、うるう年スペシャル～ |

- 2022年

| 日付                | 会場                               | タイトル                                                                                              |
| ------------------- | ---------------------------------- | --- |
| 2022年5月15日（日） | 渋谷 gee-ge.                       | エナ クラファン特典ライブ「WONDER FLOWER」 ・クラウドファンディングの該当リターン支援者のみのライブ。 |
| 2022年5月20日（金） | 半蔵門 TOKYO FM HALL               | エナ ワンマンライブ「Summer Snow」 ・一般向けとしては2年ぶりの有観客ライブ。                          |
| 2022年8月30日（火） | 本郷 珈琲FARO                      | 「エナ x オノマトペル = MO'JAM」 ・当初は8月4日開催予定だったが自身のコロナ感染により8月30日に延期。  |
| 2022年9月10日（土） | 釧路 釧路大漁どんぱく 特設ステージ | 「第19回釧路大漁どんぱく」                                                                            |

- 2023年

| 日付                 | 会場                                   | タイトル                                                                                                 |
| -------------------- | -------------------------------------- | --- |
| 2023年6月24日（土）  | 中標津 道立ゆめの森公園 屋外広場       | エナ 星空ライブ「0%」 ・クラウドファンディングのリターン「春・夏ライブ」として開催。                     |
| 2023年10月22日（日） | 中標津 中標津町運動公園 公園内芝生広場 | エナ 草原ライブ「0%（ゼロパーセント）」第二章 ・クラウドファンディングのリターン「秋ライブ」として開催。 |
| 2023年10月25日（水） | 函館 函館競輪場 1階ロビーステージ      | 「2023年 函館競輪最終開催」                                                                              |
| 2023年11月26日（日） | 渋谷 gee-ge.                           | エナ クラファン特典ライブ「full moon」 ・クラウドファンディングの該当リターン支援者のみのライブ。        |

- 2024年

| 日付                | 会場                                      | タイトル                                                                   |
| ------------------- | ----------------------------------------- | -------------------------------------------------------------------------- |
| 2024年5月18日（土） | 函館 函館競輪場 1階メインスタンドステージ | 「函館記念五稜郭杯」                                                       |
| 2024年6月15日（土） | 中標津 道立ゆめの森公園 屋外広場          | エナ 星空ライブ「wonder」 ・「ソーダライト」で中標津高校吹奏楽部とコラボ。 |
| 2024年10月5日（土） | 三軒茶屋 グレープフルーツムーン           | エナワンマンライブ「new moon」                                             |

- 2025年

| 日付                | 会場                                                                                     | タイトル                                                     |
| ------------------- | ---------------------------------------------------------------------------------------- | ------------------------------------------------------------ |
| 2025年5月10日（土） | 中標津 OPTIQUE RITM                                                                      | アキオカマサコ x エナ 道東ライブ「since」 - day1 @中標津 -   |
| 2025年5月11日（日） | 網走 UDON NEXT                                                                           | アキオカマサコ×エナ× anky 道東ライブ「since」 - day2 @網走 - |
| 2025年7月5日（土）  | 中標津 中標津町道立ゆめの森公園 翼とふれあいのゾーン （根室中標津空港 旧滑走路特設会場） | 「NAKASHIBETSU FUN FES.2025」DAY1                            |
| 2025年8月10日（日） | 中標津 なかしべつ夏祭り ステージ前                                                       | 「なかしべつ夏祭り エナ スペシャルライブ feat.GARUCOLE」     |

## 配信ライブ
- 2020年

| 日付               | 会場        | タイトル                                                                                                 |
| ------------------ | ----------- | --- |
| 2020年3月4日（水） | 渋谷 eggman | エナ無料ワンマンライブ「wonder」 ・有観客公演は延期となり「無観客生配信ライブ」としてYouTubeから生配信。 |

- 2021年

| 日付                | 会場             | タイトル |
| ------------------- | ---------------- | --- |
| 2021年9月26日（日） | 下北沢 SEED SHIP | 無観客配信ライブ「雨の正体」 ・ライブは事前に収録、編集・ミックスをされた映像を配信サイト「MUSER」から配信した。 ・ライブ映像は1週間のアーカイブと5つの特典が設定された。 |

- 2023年

| 日付                | 会場                        | タイトル |
| ------------------- | --------------------------- | --- |
| 2023年3月26日（日） | 中標津町 緑のふるさと研修舎 | Ena snow live2023「melting memories」 ・クラウドファンディングのリターン「冬ライブ配信」として開催。 ・ライブは事前に収録、編集・ミックスをされた映像を配信サイト「MUSER」から配信した。 ・ライブ映像は1週間のアーカイブと2つの特典が設定された。 ・2023年3月7日収録。 |

- 2024年

| 日付                | 会場                             | タイトル |
| ------------------- | -------------------------------- | --- |
| 2024年7月27日（土） | 中標津 道立ゆめの森公園 屋外広場 | エナ 星空ライブ「wonder」 ・2024年6月15日の星空ライブ「wonder」を公式YouTubeチャンネルにて2日間限定で配信。 |